# Casa Massaguer (Albons)
La Casa Massaguer és un mas de nova planta als afores d'Albons construït per Rafael Masó. Actualment encara es conserva.